# 梁修治
梁修治（1960年—），臺灣男演員及製作人。

## 生平
梁修治畢業於工專土木工程系，1986年進入編劇協會演員訓練班，與其兄梁修身共演《揚子江風雲》出道；後被製作人伍宗德發掘，與華視簽約成為該臺基本演員。
梁修治有兩位兄長，他常演出大哥梁修身執導的戲劇。

## 作品

### 製作作品
- 家有五寶（2012）
- 美好心境界（2015）

### 演出作品
- 揚子江風雲（1986）
- 長夜（1988）
- 獨舞（1988）
- 千金難買好鄰居（1988）
- 掌聲響起（1988）
- 選擇結局（1988）
- 陰魂不散的男人（1989）
- 摩登警探（1989）
- 總是一份情（1989）
- 野菊與玫瑰（1989）
- 單身女貴族：女兒廿八（1989）
- 追妻三人行（1989）
- 錯體姻緣（1990）
- 家有仙妻（1990）
- 婉君（1990）
- 啞妻（1990）
- 感恩歲月（1990）
- 今夜不打卡（1990）
- 上班下班（1990）
- 房子、兒子、老媽子（1991）
- 母親、母親（1992）
- 青春少年行（1992）
- 媽媽帶我嫁（1992）
- 一生只有一次美麗（1993）
- 霸王花（1993）
- 像我們這樣─個家（1994）
- 芳草斜陽外（1994）
- 窈宨奶爸（1994）
- 對對糊（1995）
- 深閨夢裡情（1995）
- 老婆有約（1996）
- 真愛一世情（1996）
- 再牽妳的手（1996）
- 離婚紀念日（1996）
- 姻緣花（1997）
- 罌粟花（1997）
- 明天有你（1997）
- 台獨份子（1997）
- 危險關係（1997）
- 台灣靈異事件（1997）
- 中原鏢局2（1997）
- 生生世世情（1997）
- 算命的女人（1998）
- 戀戀情深（1998）
- 施公奇案：雷霆報（1998）
- 土地公傳奇：子母線、梨花飄香（1998-1999）
- 燕雙飛（1999）
- 台灣陰陽界：七彩鬼湖（1999）
- 無河天（2002）
- 愛的接力（2002）
- 火線任務（2004）
- 再見，忠貞二村（2005）
- 綠光森林（2005）
- 米可，GO！（2006）
- 驚異傳奇（2006）
- 別再叫我外籍新娘（2007）
- 放羊的星星（2007）
- 天平上的馬爾濟斯（2008）
- 長假（2008）
- 比賽開始（2009）
- 愛主的心願（2009）
- 十里桂花香（2009）
- 熊貓人（2010）
- 爸爸加油（2011）
- 阿爸的願望（2012）
- 家有五寶（2012）
- 媽，親一下！（2013）
- 最好的選擇（2017）
- 紡綞蟲的記憶（2018）
- 幻術（2019）
- 一千個晚安（2019）
- 火神的眼淚（2021）
- 開創者（2023）

## 外部連結
- 梁修治在互联网电影资料库（IMDb）上的資料（英文）
- 梁修治在香港影庫上的簡介
- 梁修治在豆瓣上的资料（简体中文）